# Karina Duprez
Karina Duprez (n. México; 23 de diciembre de 1946) es una actriz y directora mexicana, es hija de la actriz Magda Guzmán y madre de Magda Karina. Fue esposa del actor Carlos Ancira.

## Filmografía

### Actriz
Telenovelas
- La fuerza del amor (1990)
- El cristal empañado (1989) - Karla
- Rosa salvaje (1987) - María Elena Torres de Robles
- Juana Iris (1985) - Rosa
- Vivir enamorada (1982-1983) - Karina
- La venganza (1977) - Lucía
- Mundo de juguete (1974-1977) - Matilde
- Los miserables (1973) - Obrera
- Gutierritos (telenovela de 1966) (1966) - Paulina

### Directora de escena
Televisa
- Mi amor sin tiempo (2024)
- Mi secreto (2022-2023)
- Fuego ardiente (2021)
- Y mañana será otro día (2018)
- Primera parte de Por siempre Joan Sebastian (2016)
- La rosa de Guadalupe (2011-presente)
- Primera parte de Cuando me enamoro (2010-2011)
- Segunda parte de Sortilegio (2009)
- En nombre del amor (2008-2009)
- Pasión (2007-2008)
- Sueños y caramelos (2005)
- Mujer bonita (2001)
- Primera parte de Alma rebelde (1999)
- Segunda parte de Rosalinda (1999)
- Gotita de amor (1998)
- Primera parte de La usurpadora (1998)
- Esmeralda (1997)
- Los hijos de nadie (1997)
- Bendita mentira (1996)
- Primera parte de Para toda la vida (1996)
- Agujetas de color de rosa (1994-1995)
- Tenías que ser tú (1992-1993
- Primera parte de Balada por un amor (1989-1990)

## Premios y nominaciones

### Premios TVyNovelas
| Año  | Categoría                 | Telenovela         | Resultado |
| ---- | ------------------------- | ------------------ | --------- |
| 2010 | Mejor dirección de escena | Sortilegio         | Ganadora  |
| 2008 | Mejor dirección de escena | Pasión             | Nominada  |
| 2006 | Mejor dirección de escena | Sueños y caramelos | Nominada  |